# Dichagyris rhadamanthys
Dichagyris rhadamanthys är en fjärilsart som beskrevs av Hans Reisser 1958. Dichagyris rhadamanthys ingår i släktet Dichagyris och familjen nattflyn. Inga underarter finns listade i Catalogue of Life.